# William F. Webb
Sir William Flood Webb, KBE (* 21. Januar 1887 in Brisbane (Queensland); † 11. August 1972 ebenda), Australier, war Jurist und Richter am Supreme Court of Queensland und am High Court of Australia. Er studierte an der Universität Queensland. Er war unter anderem von 1946 bis zur Urteilsverkündung 1948 Vorsitzender Richter (Präsident) des Internationalen Militärgerichtshofs für den Fernen Osten nach Abschluss des Zweiten Weltkrieges.

## Leben
William Flood Webb besuchte die St. Mary’s School in Warwick, Queensland, und schloss sein Studium an der University of Queensland mit einem Bachelor of Laws ab. Webb wurde am 4. Juni 1913 als Anwalt in Queensland zugelassen, nachdem er bei der Anwaltsprüfung am 20. Mai 1913 ein sehr gutes Ergebnis von 71,5 % erzielt hatte.

### Laufbahn als Jurist
- 1915 Staatsanwalt für Queensland (Public Defender) und Kronanwalt von 1917 bis 1922, Generalstaatsanwalt (Solicitor-General of Queensland) von 1922 bis 1925.
- Richter am Commonwealth Court of Conciliation and Arbitration (1922–1927)
- Präsident am Queensland Court of Arbitration (1925–1945)
- Oberstes Gericht (Supreme Court of Queensland), puisne judge, senior puisne judge, chief – Vorsitzender Richter vom 24. April 1925 bis 15. Mai 1946

### Verfahren gegen Kriegsverbrecher
Von 1943 bis 1945 untersuchte Webb im Regierungsauftrag Kriegsverbrechen gegen Australier in Kriegsgefangenschaft (die drei Webb-Reports). Als es zu den Gerichtsverhandlungen kam, war er von 1946 bis zur Urteilsverkündung 1948 Vorsitzender Richter (Präsident) des Internationalen Militärgerichtshofs für den Fernen Osten. Dabei  stellte er fest, dass die japanischen Militärs auf Befehl gehandelt haben und niemand von ihnen zum Tode verurteilt werden sollte, während der Kaiser einer Verurteilung entkam. Das brachte ihn in Widerspruch zu dem amerikanischen Vertreter Joseph B. Keenan (1888–1954) und zu den meisten anderen Richtern. Als dann sieben Todesurteile gefällt wurden, versuchte Webb nicht, dagegen anzugehen.

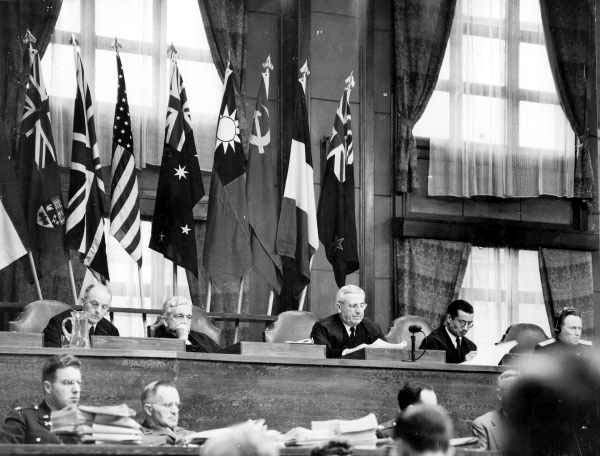
Webb als Präsident des „International Military Tribunal for the Far East“ 1946, Tokio

- Siehe den Hauptartikel zu dem Verfahren.

Danach wirke er am High Court of Australia (Verfassungsgericht von Australien) bis 16. Mai 1958.
Er war seit  17. März 1917 mit Beatrice Agnew verheiratet.

## Ehrungen
- 1954 wurde Webb als Knight Commander of the Order of the British Empire ausgezeichnet und damit geadelt.
- 1967 erhielt er einen Ehrendoktorgrad (of Laws) der University of Queensland.
- In Canberra trägt eine Straße nach ihm den Namen William Webb Drive (Belconnen).